# Chapelle du Très-Saint-Sacrement d'Anvers
La chapelle du Très-Saint-Sacrement est une chapelle néo-gothique, située dans la rue du Ciel (en néerlandais : Hemelstraat) à Anvers, et construite à la fin du XIXe siècle sous la supervision de l'architecte Ernest Stordiau. Ancienne chapelle semi-publique d'un couvent de religieuses contemplatives, c'est aujourd'hui un lieu de culte de catholiques traditionalistes.

## Historique et architecture

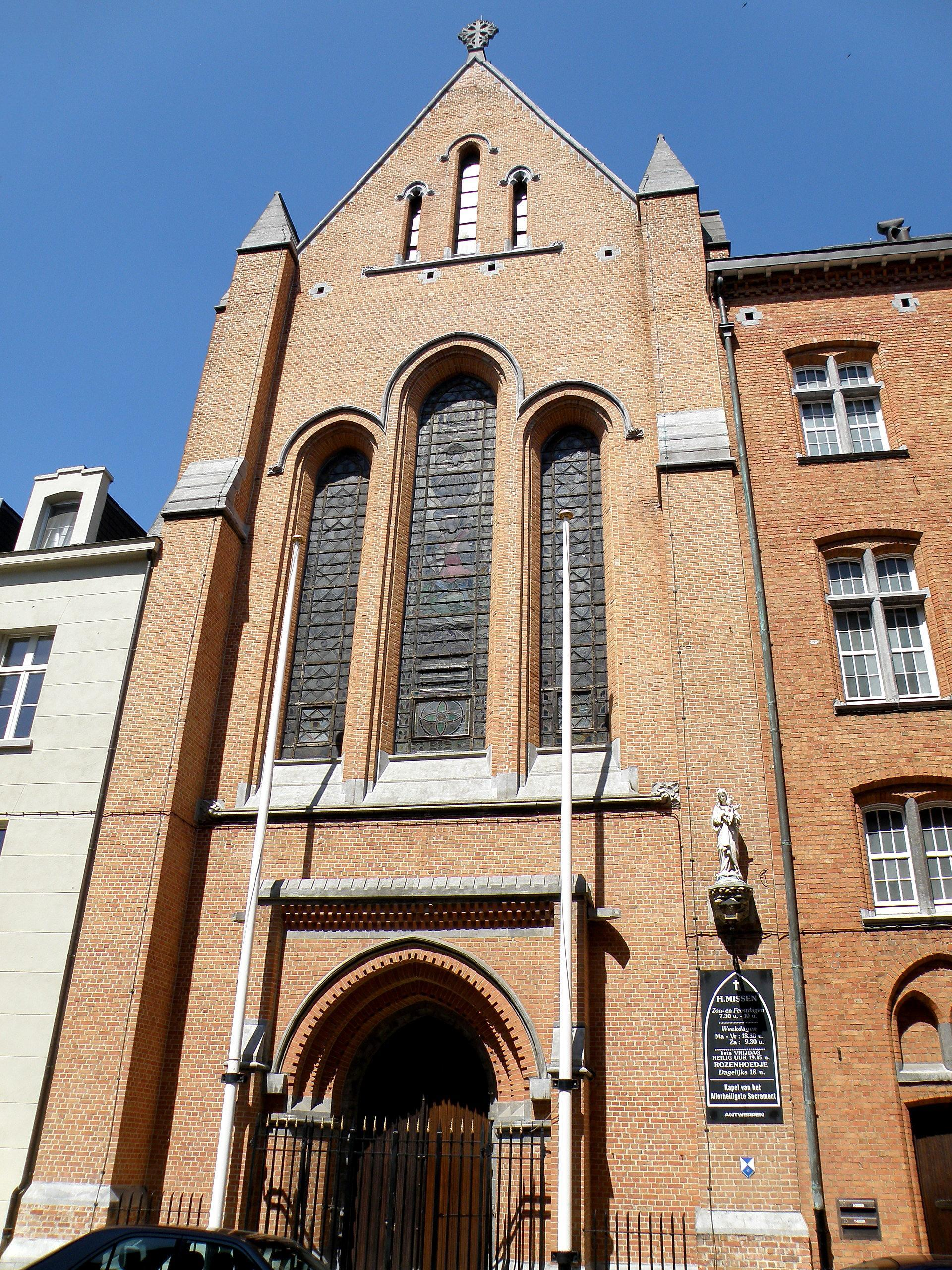
Façade de la chapelle du Très-Saint-Sacrement

L'adoration du Saint Sacrement, la paramentique, les activités charitables et le catéchisme ont été quelques-unes des activités des Sœurs de l'adoration perpétuelle du Très Saint Sacrement, une congrégation fondée par Mère Anna de Meeûs. La chapelle semi-publique et la communauté des religieuses contemplatives ont bénéficié du soutien financier des marchands et des catholiques locaux. Pour ces fidèles, contribuer aux besoins de la communauté était un devoir, mais aussi une manière de rendre grâce à Dieu avec le fruit de leur travail. Les religieuses les assuraient de leur prière.
En 1987, à la suite de la chute des vocations religieuses, les Sœurs de l'adoration perpétuelle du Très Saint Sacrement vendirent la chapelle, le couvent et la maisonnette voisine (anciennement destinée à leur aumônier) à la Fraternité sacerdotale Saint-Pie-X (FSSPX), fondée par Mgr Marcel Lefebvre.
La chapelle est depuis utilisée pour la messe et d'autres offices célébrés selon le rite tridentin. La FSSPX y a ensuite établi son prieuré pour la Région flamande. Son fonctionnement est similaire à la vie d'une paroisse habituelle; deux prêtres et un frère y résidant en permanence.

## Patrimoine classé
La Charte de Venise incite les propriétaires à veiller à leurs bâtiments si ceux-ci ont un caractère particulier vis-à-vis de l'histoire de l'art ou un aspect patrimonial avéré. Ainsi, à la demande des propriétaires, la chapelle a été classée monument protégé en 1992, pour son architecture extérieure et son intérieur aux caractéristiques exemplaires néo-gothiques.
Selon le décret ministériel du 20 juin 1994, la chapelle a été placée sur la liste du patrimoine classé avec la mention supplémentaire : « Monument qui, par sa valeur artistique y compris son décor et son mobilier, doit être protégé pour le bien de l'intérêt public. Le caractère néo-gothique, déjà remarquable, est accentué par une nature décorative particulière relevant de l'exception dans l'œuvre préservée de l'architecte Ernest Stordiau. »

Le 8 juin 1995, après de nouveaux travaux de restauration, un autre décret ministériel étend la protection sur les peintures, les vitraux et la toiture de l'ensemble. La chapelle et la « partie couvent » sont construits en briques rouges et, trônant à droite du tympan du portail, se trouve une statue de la Vierge à l'Enfant.

## Galerie

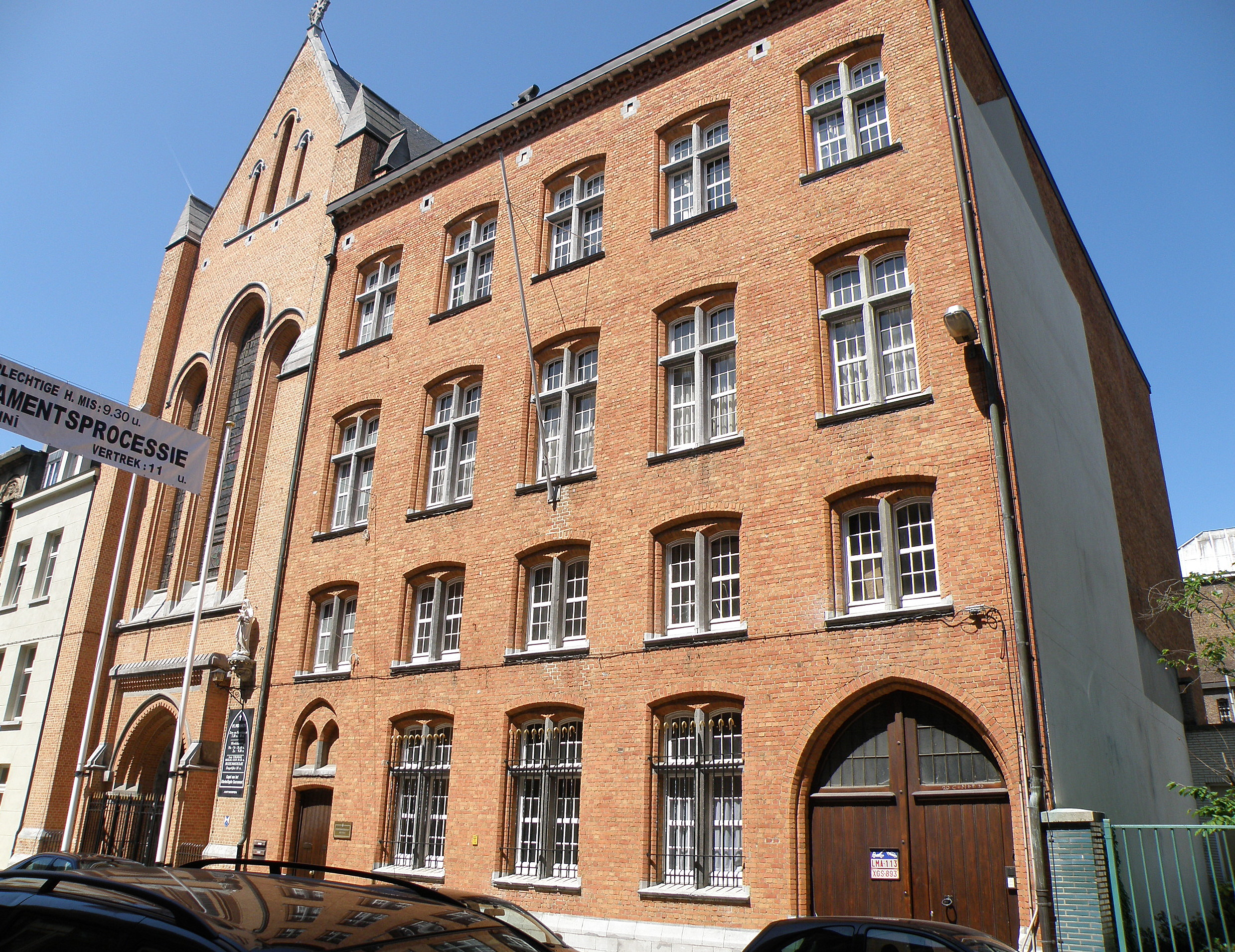
Vue d'ensemble - Chapelle à gauche et prieuré (ex-couvent) à droite
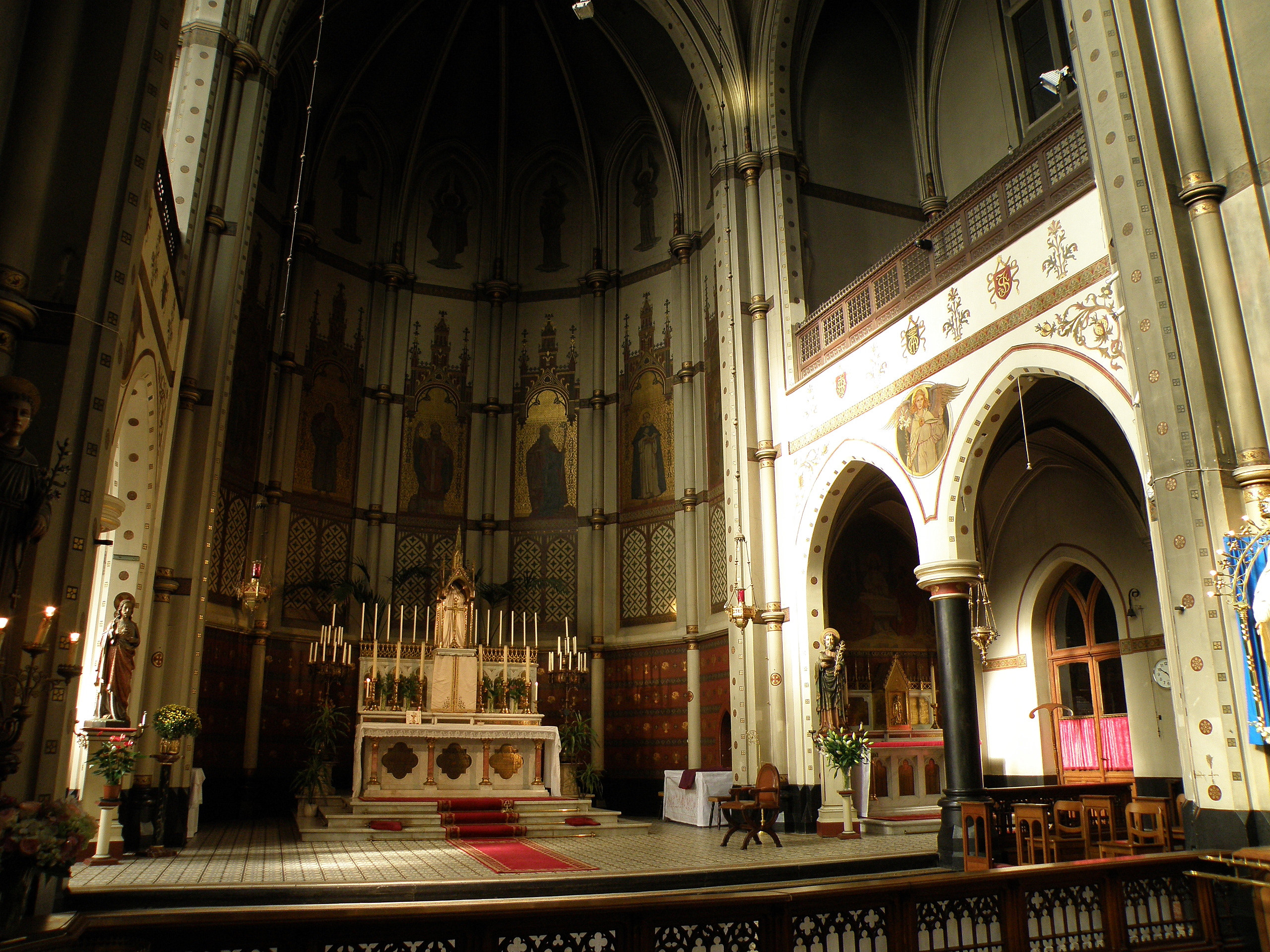
Transept droit
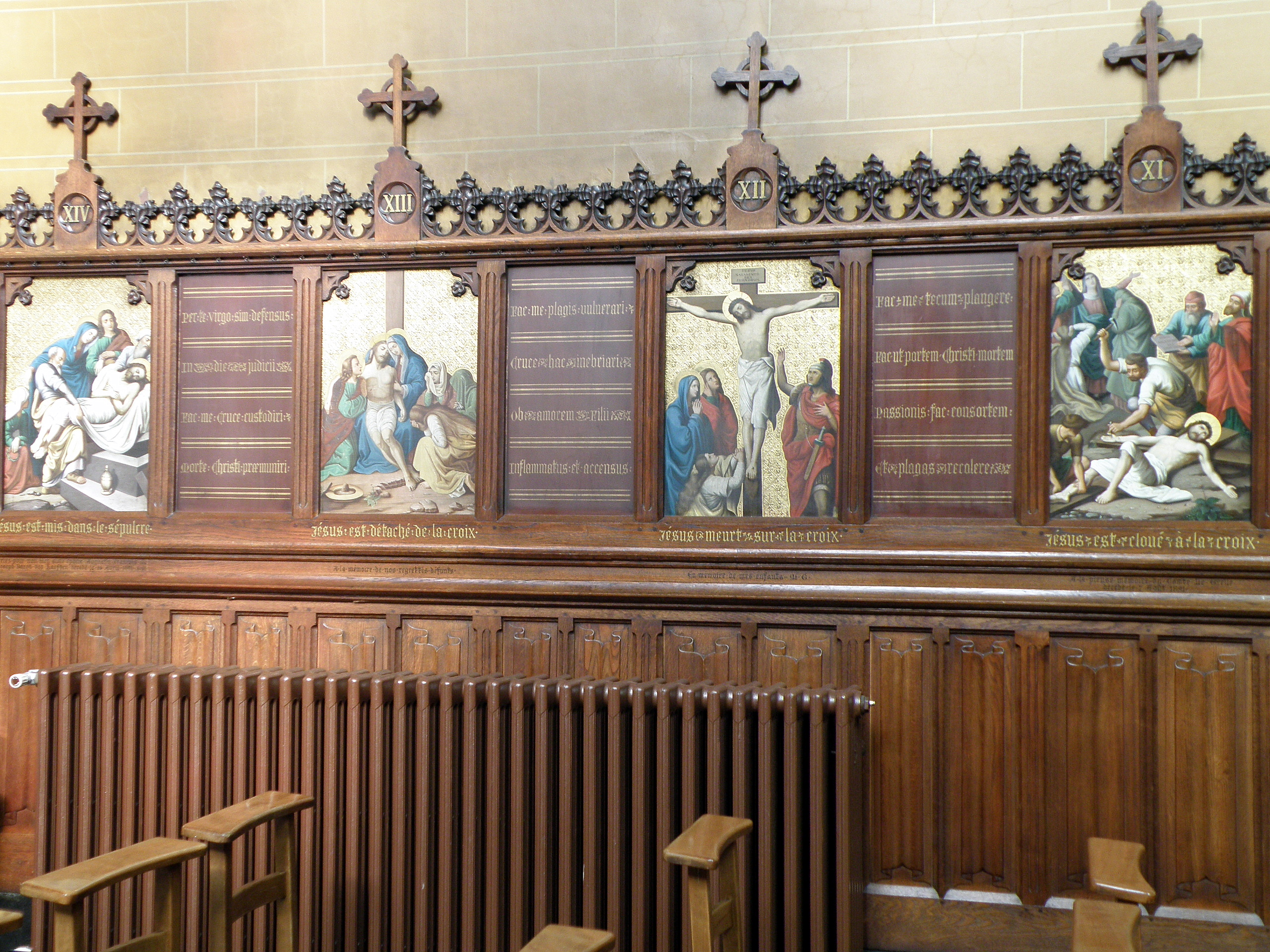
Stations du chemin de croix
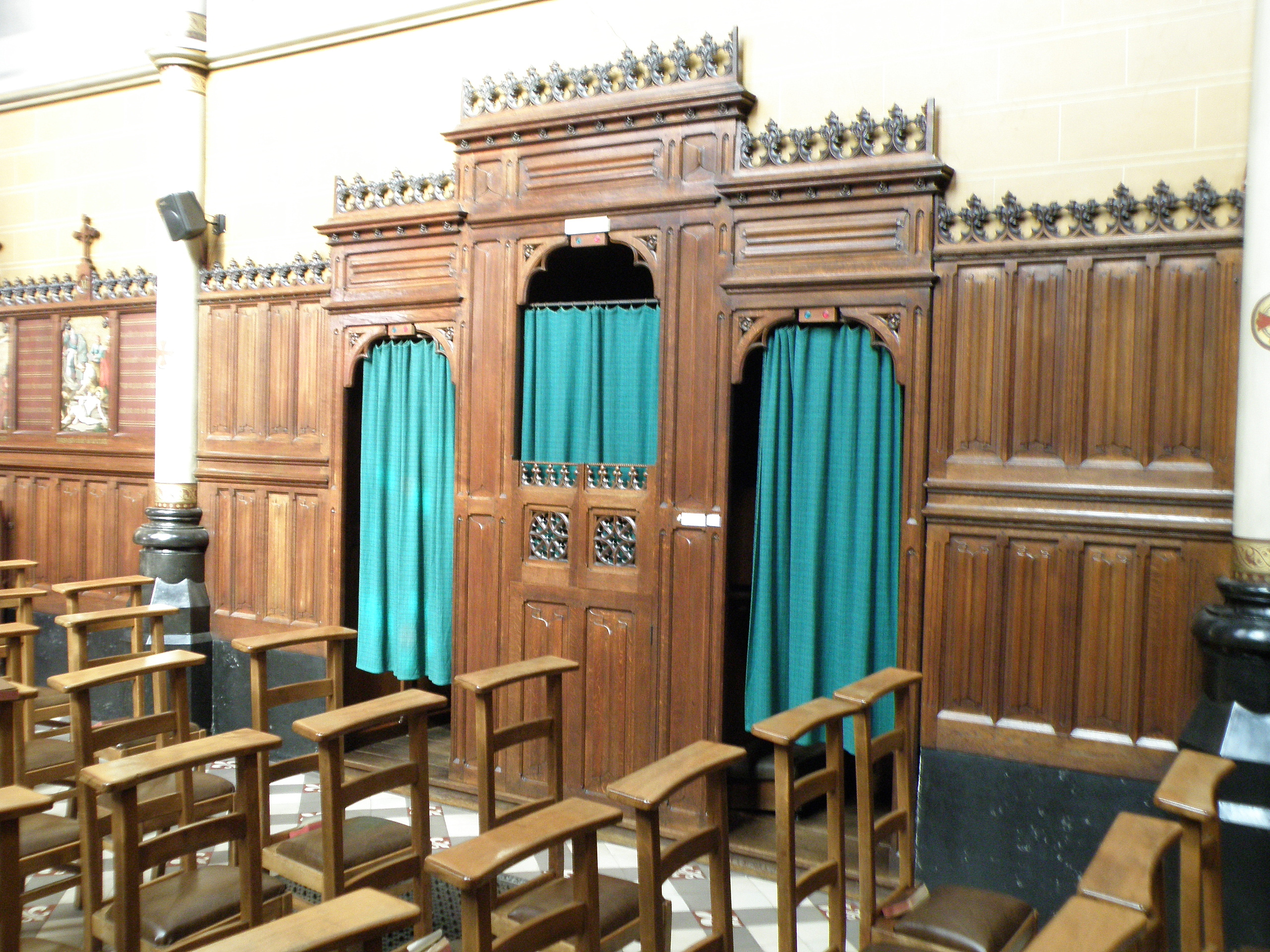
Confessionnal
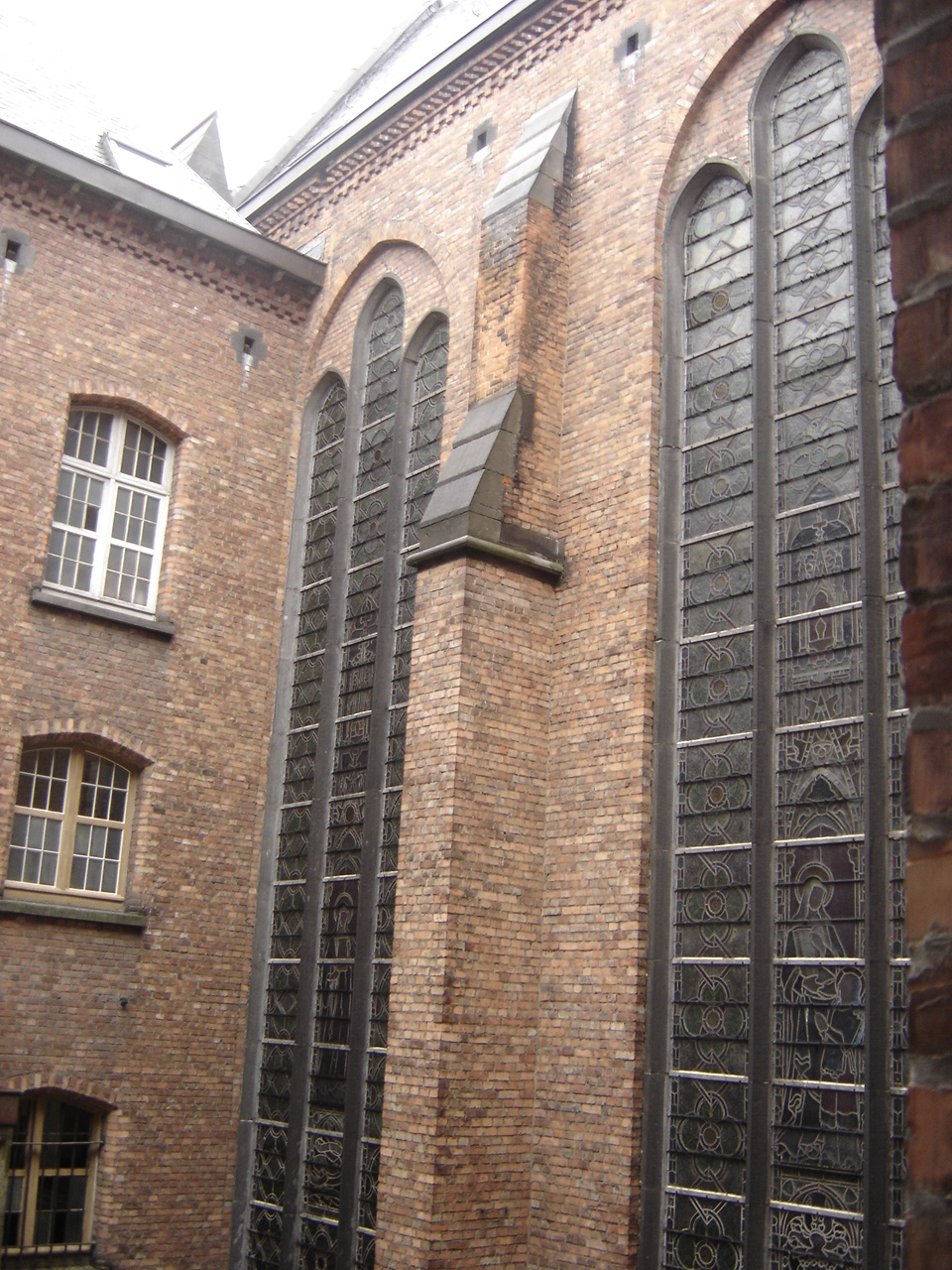
Des vitraux vus de l'extérieur
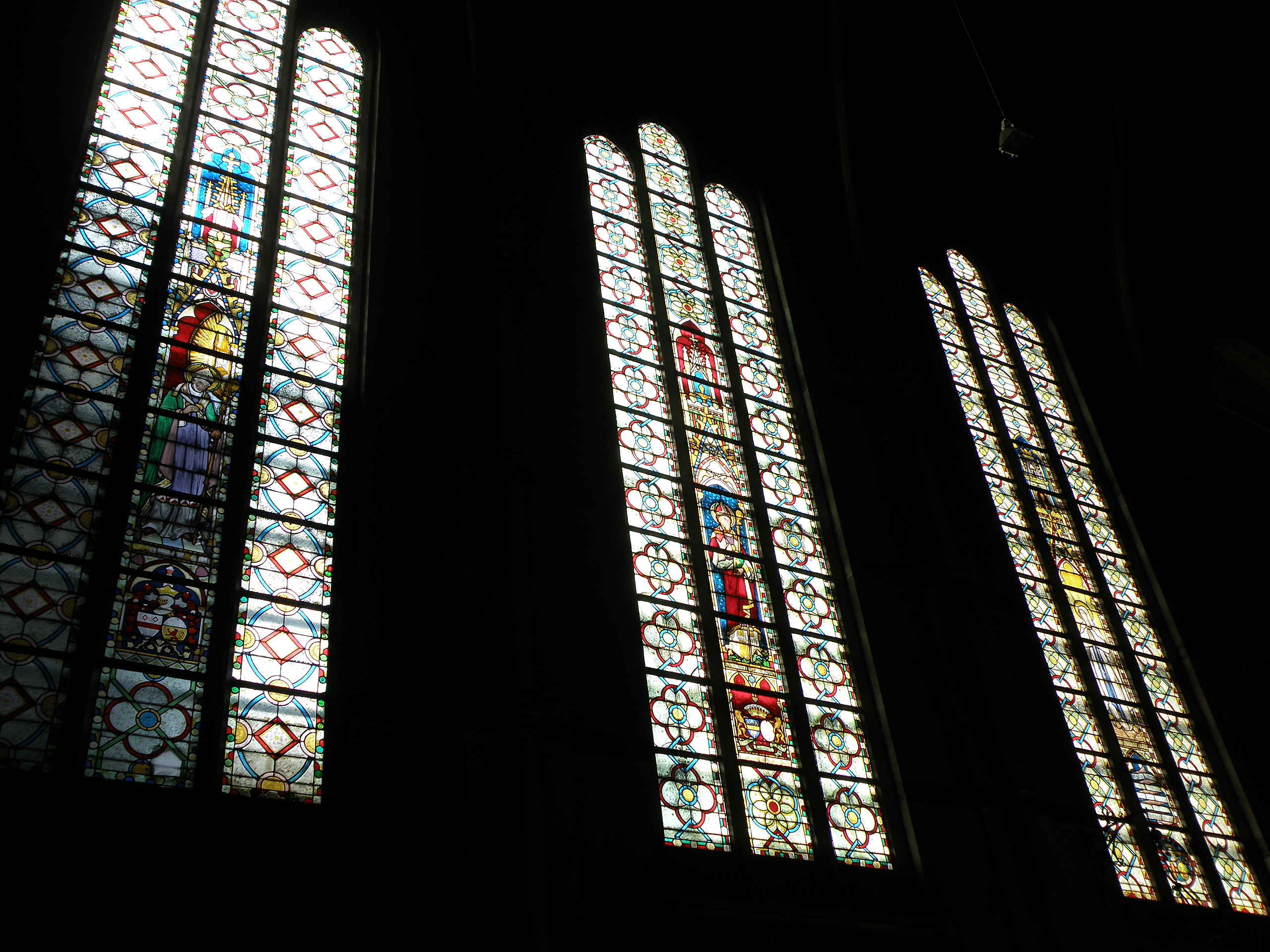
Des vitraux vus de l'intérieur
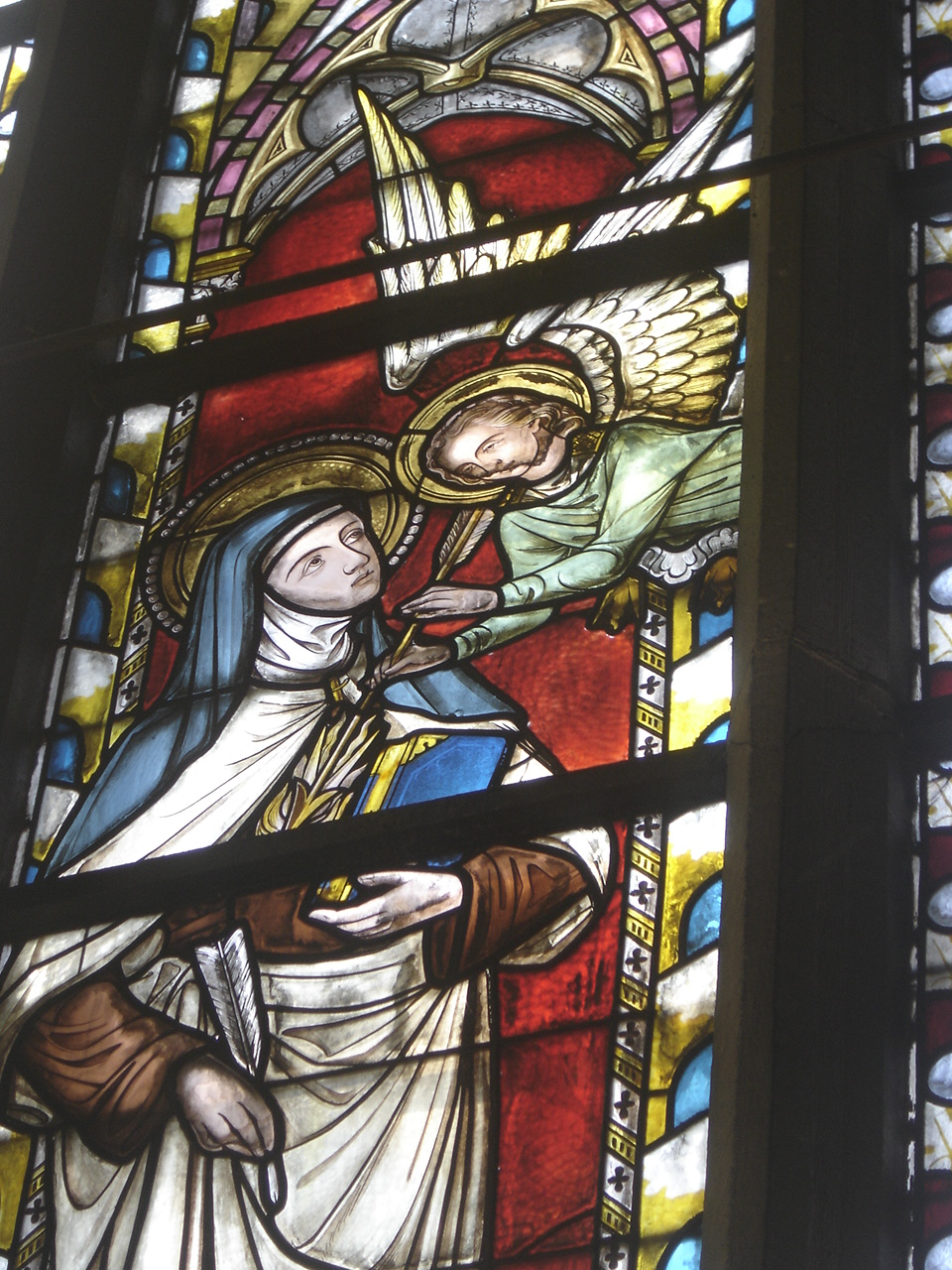
Détails d'un vitrail
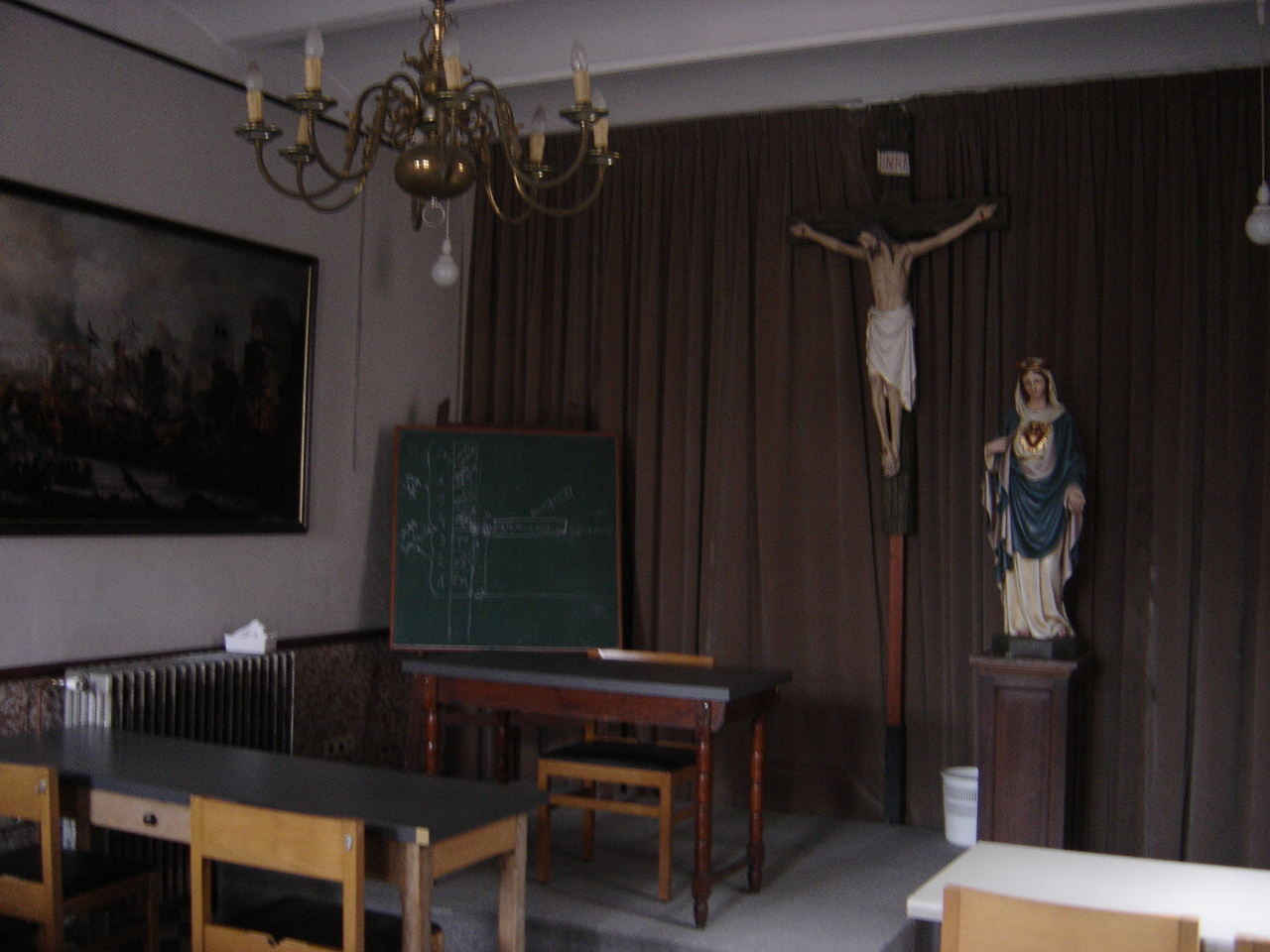
Salle d'enseignement, dite Lépante au sein du prieuré)